# Frederic I, Duce al Austriei
Frederic I, supranumit Catolicul, (în germană Friedrich I von Österreich sau Friedrich der Katholische, n. c. 1175 – d. 16 aprilie 1198, Acra, Regatul Ierusalimului) aparținând Casei de Babenberg, a fost duce al Austriei între 1195 și 1198.

## Biografie
Frederic Catolicul a fost fiul ducelui Leopold al V-lea al Austriei și al Ilonei a Ungariei (1158–1199). În 1192, respectând prevederile Tratatului de la Georgenberg din 1186 (în germană Georgenberger Handfeste), Frederic a primit de la tatăl său ducatul Austriei și ducatul Stiriei. Totuși, în 1194 Leopold al V-lea, aflat pe patul de moarte la Graz, a făcut gestul surprinzător de a acorda Ducatul Stiriei lui Leopold al VI-lea, fiul său mai mic, cu acordul împăratului Henric al VI-lea. Astfel cele două ducate, Austria și Stiria, au fost din nou despărțite. Frederic Catolicul nu a fost înfeudat personal de împărat ci de trimisul acestuia, Wolfger de Erla, episcop de Passau.
Când noul duce a primit în sfârșit stăpânirea ducatului în 1195, el încă se confrunta cu problema eliberării ostaticilor englezi și a restituirii banilor primiți de tatăl său pentru răscumpărarea lui Richard Inimă de Leu. Acesta făcuse presiuni pentru returnarea a ostaticilor și a banilor, încurajat de arhiepiscopul de Salzburg, Adalbert al III-lea. Ostaticii au fost trimiși înapoi imediat, dar Frederic nu a putut returna toți banii ci doar suma rămasă necheltuită. O condiție suplimentară impusă de Leopold al V-lea pentru eliberarea lui Richard fusese și căsătoria nepoatei acestuia, Eleonora de Bretania, cu fiul său, Frederic Catolicul. Logodna încheiată în 1193 a fost anulată anul următor când Leopold al V-lea a murit pe neașteptate, iar Eleonora se afla deja în drum spre Austria. Probabil Frederic s-a alăturat împăratului Henric al VI-lea în Cruciada germană din 1197 spre a obține iertarea bisericii pentru familia Babenberg. Totuși, în martie 1196 Papa Celestin al III-lea, în deplin acord cu Adalbert al III-lea, a cerut ca pedeapsa dată ducelui Leopold al V-lea să fie dusă până la capăt.

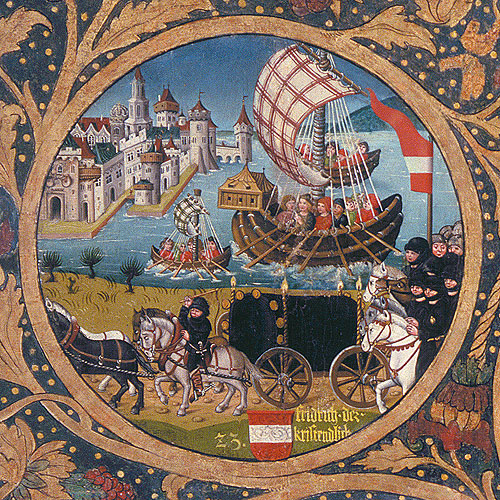
Frederic I în Cruciada din 1197 (arborele genealogic al familei Babenberg, Mănăstirea Klosterneuburg, 1489–1492)

Însă începerea cruciadei a întârziat mult. Împăratul dorea ca tronul imperial să devină ereditar astfel încât a folosit toate posibilitățile ce-i stăteau la dispoziție pentru a-și vedea planul devenit realitate: a făcut înțelegeri, a oferit mită, atât prinților ecleziastici, cât și principilor imperiali, dar fără vreun rezultat pozitiv. În cele din urmă, împăratul a renunțat la acest plan și a plecat în cruciadă.
Ducele Frederic a părăsit Austria la sfârșitul primăverii anului 1197 alăturându-se lui Wolfger, episcopul de Passau și unchiului său, Henric cel Bătrân.
Împăratul Henric al VI-lea a murit în septembrie 1197 suferind de dizenterie. Frederic a participat la înmormântarea acestuia la Palermo și după scurt timp, pe 16 aprilie 1198 a murit el însuși în timpul călătoriei sale spre casă, probabil datorită aceleiași boli, în prezența prietenilor săi: episcopul Wolfger de Passau, contele Eberhard de Dornberg, Meinhard al II-lea de Gorizia și Ulrich de Eppan. Episcopul Wolfger i-a adus trupul îmbălsămat în Austria și a fost înmormântat la Mănăstirea Heiligenkreuz lângă Leopold al IV-lea, și Leopold al V-lea. Prin testament Frederic a donat acestei mănăstiri domeniul Wetzeisdorf.
Domnind doar trei ani și jumătate Frederic nu a reușit să lase urme semnificative în istorie. El a murit necăsătorit și fără urmași. A fost foarte iubit de oamenii săi. Poetul Walther von der Vogelweide a fost unul dintre cei care l-au regretat mai ales că ulterior ducele Leopold al VI-lea i-a oferit lui Walther o primire mai puțin cordială la curtea sa.